# Knut den Stores torg

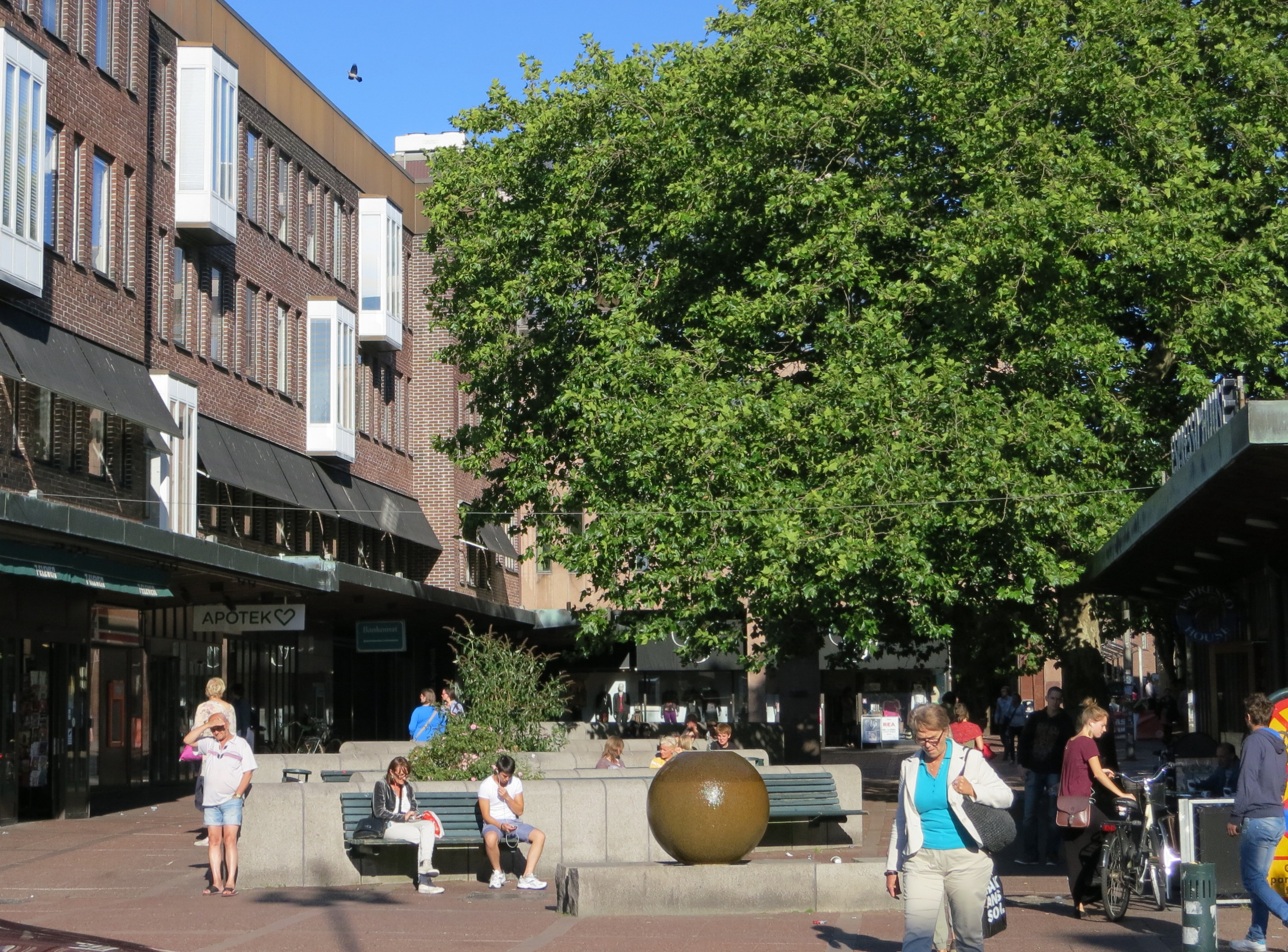
Knut den stores torg.

Knut den Stores torg ligger i centrala Lund, mittemot järnvägsstationen. 
Genom det område som tidigare tillhört Carl Holmbergs mekaniska verkstad tillkom 1956 Knut den Stores gata som en förbindelselänk mellan Bangatan och Bytaregatan. Platsen fick dock sin slutgiltiga utformning först sedan kontorshusen på norra sidan om torget färdigställdes i mitten av 1970-talet och namnet har sedermera ändrats till Knut den Stores torg. På slutet 1990-talet omgestaltades torgets och järnvägsstationens planering och ytskikt av landskapsarkitekten Sven-Ingvar Andersson.
Den södra delen av torget täcks helt av Knutsgården, ett bostads- kontors- och butikshus som ritades 1959 av Backström och Reinius. Huset är ett av Lunds vackraste exempel på efterkrigsmodernism och har all den skönhet och detaljering som senare gick förlorad under rekord- och miljonprogramsåren - något som för övrigt tydligt speglas av husen på den norra sidan av torget. Torget har även i folkmun kallats "Röda torget" på grund av dess röda stenbeläggning.
På grund av torgets närhet till stadsdelens systembolag, järnvägsstationen och flera busshållplatser blev det tillhåll för stadens hemlösa och missbrukare. Flera åtgärder gjordes vilket ledde till att problemen minskade.[källa behövs]